# نادي الخلود سوكنة
نادي إتحاد سوكنة الليبي يقع في بلدية الجفرة بمنطقة سوكنة، تأسس عام 1 مارس، 1959.

## التأسيس
تأسس نادي إتحاد سوكنة الرياضي الثقافي الاجتماعي سنة 1957 واعتمد وتم إشهاره في 1959، وترأسه عمر حامد بركان. بشاعر الشعلة و تلاته دوائر الاتحاد وكان مقره عند التأسيس بالزاوية السنوسية آنذاك تغير اسم النادي من الاتحاد الى نادي الخلود سوكنة سنة 1973 واعتمد شعاره الجديد وفي 3/10/2024 م صدر قرار من وزير الرياضة رقم (403) بشان اعادة اسم النادي الاصلي والذي استمر لمدة 14 عام وهوا نادي إتحاد سوكنة الرياضي الثقافي الاجتماعي بناء علي محضر اجتماع اللجنة التسييرية برئاسة طارق علي الرمرام.